# The Concourse
The Concourse ist ein Wohn- und Geschäftshochhaus in Singapur. Bei der Anfahrt vom Changi Airport bildet der Turm mit seiner charakteristischen Silhouette eine Landmarke.
Die Kosten beliefen sich auf 248,1 Millionen Singapur-Dollar. Der Bau wurde am 5. Februar 1994 vollendet.
Paul Rudolph entwarf The Concourse als „Tropischen Wolkenkratzer“. Seine Verwendung von Sonnenschutzelementen, Überhängen, Balkonen und Gemeinschaftsgärten erinnert an die Vorschläge des malaysischen Architekten Ken Yeangs für ein Grünes Gebäude.
Der oktogonale Grundriss verweist auf die Zahl 8, die in der chinesischen Kultur mit Wohlstand in Verbindung gebracht wird.